# Jan Gehlin
Jan Hugo Michaël Gehlin, född 24 mars 1922 i Norrköping, död 17 november 2010 i Stockholm, var en svensk författare och översättare.

## Biografi
Gehlin var son till konstnärerna Hugo Gehlin och Esther Gehlin, född Henriques, och växte upp i Helsingborg. Han blev jur.kand. 1946, gjorde juridisk karriär och blev 1977 hovrättsråd vid Svea hovrätt.
Gehlin debuterade 1943 med diktsamlingen Att gripa varligt, men skrev därefter huvudsakligen romaner. Han skrev litteraturkritik i Dagens Nyheter 1951–1960 och var redaktör för författarföreningens litterära kalender Vintergatan 1952–1956. Han översatte också drygt 20 böcker, huvudsakligen från danska, men också till exempel Jerome K. Jeromes klassiska Tre män i en båt (1960) som trycktes om i en rad upplagor, senast som ljudbok 2001.
Redan 1950 valdes han in i Sveriges Författareförenings styrelse, var ordförande där 1965–1970, liksom för den efterföljande organisationen Sveriges Författarförbund 1971–1982. I Floden och virvlarna: linjer och episoder i hundra års författarfacklig historia (1993) skrev han den författarfackliga kampens historia.
Gehlin var från 1974 och till sin död gift med författaren Marianne Alopaeus.

### Poesi
- 1943 – Att gripa varligt (Bonnier)
- 1946 – Vandring mot ett vägskäl (Bonnier)
- 1951 – Växelsång (Bonnier)
- 1963 – Till de maktlösa (Bonnier)
- 1984 – Tidigt om morgonen (Bonnier)
- 1999 – Fågelnätet: dikter (Bonnier)

### Romaner
- 1947 – Arvsskiftet (Bonnier)
- 1949 – Enskilt område (Bonnier)
- 1953 – Gränstrakter (Bonnier)
- 1957 – De ståndaktiga (Bonnier)
- 1968 – Vackre prinsen: en saga (Bonnier)
- 1971 – Spindelnätet (Bonnier)
- 1973 – Fadern: en berättelse (Bonnier)
- 1983 – Skärvor av en spegel (Bonnier)
- 1987 – Malin Palm (Bonnier)
- 1995 – Tre fönster mot det förflutna [självbiografiskt] (Bonnier)

### Sakprosa
- 1963 – Konstnär utan framtid? (tillsammans med Karl-Olov Björk och Bryan Robertson, Bonnier)
- 1966 – Namnlagen: kommentar till namnlagen och dess följdförfattningar (tillsammans med Gunnar Bomgren, Norstedt)
- 1973 – Om tryckfriheten (av Jan Gehlin m.fl.) (Sveriges författarförbund)
- 1973 – The Swedish Writer and His Rights (Svenska institutet)
- 1973 – Sju teser om boken (Svenska bokhandlareföreningen)
- 1983 – Upphovsrätt för författare (Heurling)
- 1985 – Tjänstemännen, facket och yrkesrollen (tillsammans med Tommy Nilsson, Arbetslivscentrum)
- 1993 – Floden och virvlarna: linjer och episoder ur hundra års författarfacklig historia (Bonnier)

### Översättningar (urval)
- 1948 – Aage Krarup Nielsen: Återseende med Östern (Gensyn med Østen) (Bonnier)
- 1956 – H.C. Branner: Ingen känner natten (Ingen kender natten) (Bonnier)
- 1957 – Karl Bjarnhof: Stjärnorna bleknar (Stjernerne blegner) (Bonnier)
- 1958 – Sigurd Hoel: Trollringen (Trollringen) (Bonnier)
- 1958 – Steen Steensen Blicher: Noveller (Natur & Kultur)
- 1959 – Carl Erik Soya: Sjutton år (Sytten) (Bonnier)
- 1959 – Tage Skou-Hansen: De nakna träden (De nøgne træer)
- 1960 – Jerome K. Jerome: Tre män i en båt (Three men in a boat) (Sohlman)
- 1966 – William Heinesen: De förlorade musikanterna (De fortabte spillemænd) (Forum)
- 1981 – Dorrit Willumsen: Mannen som svepskäl (Manden som påskud) (Bromberg)
- 1985 – Michael Innes: Bibliotekets gåta (Appleby and Honeybath) (Bra Böcker)
- 1990 – Ellis Peters: Ett lik för mycket (One corpse too many) (Bonnier)

## Priser och utmärkelser
- 1948 – Albert Bonniers stipendiefond för yngre och nyare författare
- 1951 – Boklotteriets stipendiat
- 1956 – Boklotteriets stipendiat
- 1963 – Boklotteriets stipendiat
- 1967 – Litteraturfrämjandets stipendiat
- 1985 – Carl Emil Englund-priset för diktsamlingen Tidigt om morgonen